# روجر كوبر
روجر كوبر (بالإنجليزية: Roger Cooper)‏ هو سياسي أمريكي، ولد في 8 نوفمبر 1944. حزبياً، نشط في حزب العمال المزارعين الديمقراطيين في مينيسوتا والحزب الديمقراطي. وقد انتخب عضو مجلس نواب مينيسوتا.